# Dublin Metropolitan Police
Die Dublin Metropolitan Police (DMP) war von 1836 bis 1925 die kommunale Polizeibehörde in Dublin, Irland.

## Geschichte
Robert Peel gründete 1814, er war zu dieser Zeit Chief Secretary von Irland, mit der Peace Preservation Force die erste wirkliche Polizeikraft der irischen Insel. Diese unterentwickelte paramilitärische Einheit wurde geschaffen, um auch in ländlichen Gebieten für eine ausreichende Polizeipräsenz zu sorgen und so das System der Wächter und der britischen Militär-Einheiten zu ersetzen.
1822 schuf ein neues Gesetz der Royal Irish Constabulary vier erweiterte „County“-Constabularies (Grafschafts-Polizeieinheiten), die sich nach den historischen Provinzen in Irland richteten.
Diese Polizeikräfte wurden 1836 in der neuen zentralisierten Irish Constabulary zusammengeführt und die Peace Preservation Force löste sich auf. Zur gleichen Zeit bildeten sich in den Städten Dublin, Belfast und Derry eigene nicht-paramilitärische Polizeikräfte. Die beiden letztgenannten wurden aufgrund konfessionsbedingter Probleme und Aufständen in den Städten später in die Royal Irish Constabulary überführt – lediglich Dublin erhielt sich eine eigene Polizei.
Die DMP wurde nach dem Vorbild der Londoner Metropolitan Police geschaffen. Nicht nur die Uniformen der beiden Gruppen waren kaum unterscheidbar, sie hatten auch eine nahezu gleiche Organisationsstruktur: statt von einem Polizeipräsidenten wurden sie von einem Polizeibeauftragten geführt, der kein Offizier der Polizei, sondern ein Beamter war.
Während des Irischen Unabhängigkeitskrieges schlug sich die DMP nicht so offensichtlich auf die Seite der Briten, wie es die Royal Irish Constabulary tat, und hatte daher nicht so viele Opfer in dieser Zeit zu beklagen (mit Ausnahme der politischen „G“-Division). Viele Offiziere der DMP, unter ihnen auch Edward Broy, unterstützten sogar aktiv die IRA mit wichtigen Informationen. Die Darstellung in dem 1996 gedrehten Film Michael Collins, Broy sei enttarnt, anschließend gefoltert und von den Briten hingerichtet worden, trifft nicht zu. Tatsächlich wurde er nie gefasst und war in den 1930er Jahren Beauftragter der Garda Síochána.
Wie ihr Ebenbild in London war die DMP immer eine unbewaffnete Streitkraft, bis sie 1925 mit der Garda Síochána verschmolzen wurde, die 1922 die Royal Irish Constabulary ersetzt hatte.
Dieser Text basiert auf einer Übersetzung des Artikels Dublin Metropolitan Police aus der englischen Wikipedia, Version vom 14. Juli 2005.